# Basile de Carvalho
Basile Salomon Pereira de Carvalho (Ziguinchor, 31 ottobre 1981) è un allenatore di calcio ed ex calciatore guineense, di ruolo attaccante e attuale tecnico del Louhans-Cuiseaux.

## Carriera

### Club
Nei suoi anni a Ziguinchor, de Carvalho ha iniziato a giocare a calcio a livello locale nello Sport Casa. Nel 2000 è stato notato dai francesi del Louhans-Cuiseaux e venne acquistato.
Basile si trasferì al Louhans-Cuiseaux nel 2000. Con i francesi ha giocato 38 volte, segnando 15 gol. De Carvalho vi rimase fino al 2002.
Tra il 2002 e il 2004, Basile giocò sempre in una squadra francese, il Sochaux. Tuttavia, Basile non poteva giocare titolare, e alla fine ha trascorso un periodo di un anno in prestito a Sedan. Con il Sedan ha giocato 27 volte, segnando 9 reti.
Basile de Carvalho ha trascorso 5 anni (tra il 2005 e 2010) nel Brest. Basile scese 108 volte in campo con il Brest.
All'inizio del 2010, de Carvalho ha giocato per Strasburgo in massima serie francese. Basile giocò 15 volte, segnando 1 gol.
Nel 2010, Basile si trasferì al Lokomotiv Plovdiv in sostituzione di Garra Dembélé venduto al Levski Sofia. In mesi, Basile ha segnato 7 gol in 13 partite, diventando un beniamino del pubblico.
Nel 2012 è stato acquistato dal Levski Sofia.

### Nazionale
Ha esordito con la Guinea-Bissau nel 2011, dopo una convocazione nel dicembre 2010.